# Succession amarnienne
La succession amarnienne des rois à la fin de la XVIIIe dynastie est un sujet de grand débat et de confusion. Il existe très peu de documents contemporains auxquels on peut se fier, en raison de la nature de la période amarnienne et du règne d'Akhenaton, de ses successeurs et de ses éventuels corégents. On sait qu'Akhenaton a régné pendant dix-sept ans, et on pensait auparavant qu'il avait eu deux corégents au cours des trois ou quatre dernières années : Smenkhkarê, qui était peut-être son frère ou son fils, et Néfernéferouaton, qui était soit l'une de ses filles, soit sa grande épouse royale Néfertiti. On ignore dans quel ordre ils se sont succédé, et aucun de leurs règnes n'a duré longtemps, car Toutânkhamon leur a succédé peu de temps après la mort d'Akhenaton.
La dernière apparition datée d'Akhenaton et de la famille amarnienne se trouve dans la tombe de Méryrê, et date du deuxième mois, année 12 de son règne. Après cela, l'histoire n'est pas claire, et ce n'est qu'avec la succession de Toutânkhamon qu'elle s'éclaircit quelque peu.
Cependant, la théorie de la corégence a été légèrement discréditée par l'annonce, en décembre 2012, de la découverte d'une inscription de l'an 16 IIIe mois d'Akhet jour 15, datée explicitement du règne d'Akhenaton, qui mentionne la présence de la reine Néfertiti — ou la « Grande épouse royale, sa bien-aimée, dame des deux terres, Néfernéferouaton Néfertiti » — dans sa troisième ligne. Le texte de cinq lignes très peu lisible, trouvé dans une carrière de calcaire à Deir el-Bersha, mentionne un projet de construction à Akhetaton, la capitale politique de l'Égypte sous Akhenaton, et a été déchiffré et interprété par Athena Van der Perre. Cela signifie que Néfertiti était toujours l'épouse vivante d'Akhenaton à la fin de la 16e année de ce pharaon (et avant-dernière année) ; ainsi, les pharaons d'Amarna, Smenkhkarê et Néfernéferouaton, n'ont pu succéder au trône que dans la 16e année d'Akhenaton, dans une brève corégence de neuf mois, ou ont eu un règne indépendant sur l'Égypte qui a duré environ deux années complètes après la mort de ce roi.
La lignée royale de la dynastie s'est éteinte avec Toutânkhamon, car deux fœtus retrouvés enterrés dans sa tombe pourraient être ses filles jumelles, selon une enquête menée en 2008.